# Convergência tecnológica
Convergência tecnológica é um termo que, de uma maneira geral, é utilizado para designar a tendência de utilização de uma única infraestrutura de tecnologia para prover serviços que, anteriormente, requeriam equipamentos, canais de comunicação, protocolos e padrões independentes. Faz-se para permitir que o utilizador aceda às informações de qualquer lugar e através de qualquer meio de comunicação por uma interface única e as suas evidências revelam-se em muitos sectores - na economia, na comunicação e na produção, entre outros. O Deutsche Bank Research define convergência como "um processo de mudança qualitativa que liga dois ou mais mercados existentes e anteriormente distintos".
As tecnologias envolvidas no processo de convergência são, de forma geral, tecnologias antigas de telecomunicações tais como rádio, televisão, redes de computadores e de telefonia.
Embora todos os horizontes apontem agora para outro tipo de convergência, mais alargada e cujas oportunidades de aplicação são ainda mais abrangentes do que as da Web, o encontro entre a nanotecnologia, biotecnologia e tecnologia da informação,  a atenção deste artigo visa apenas a convergência em telecomunicações.

## Histórico

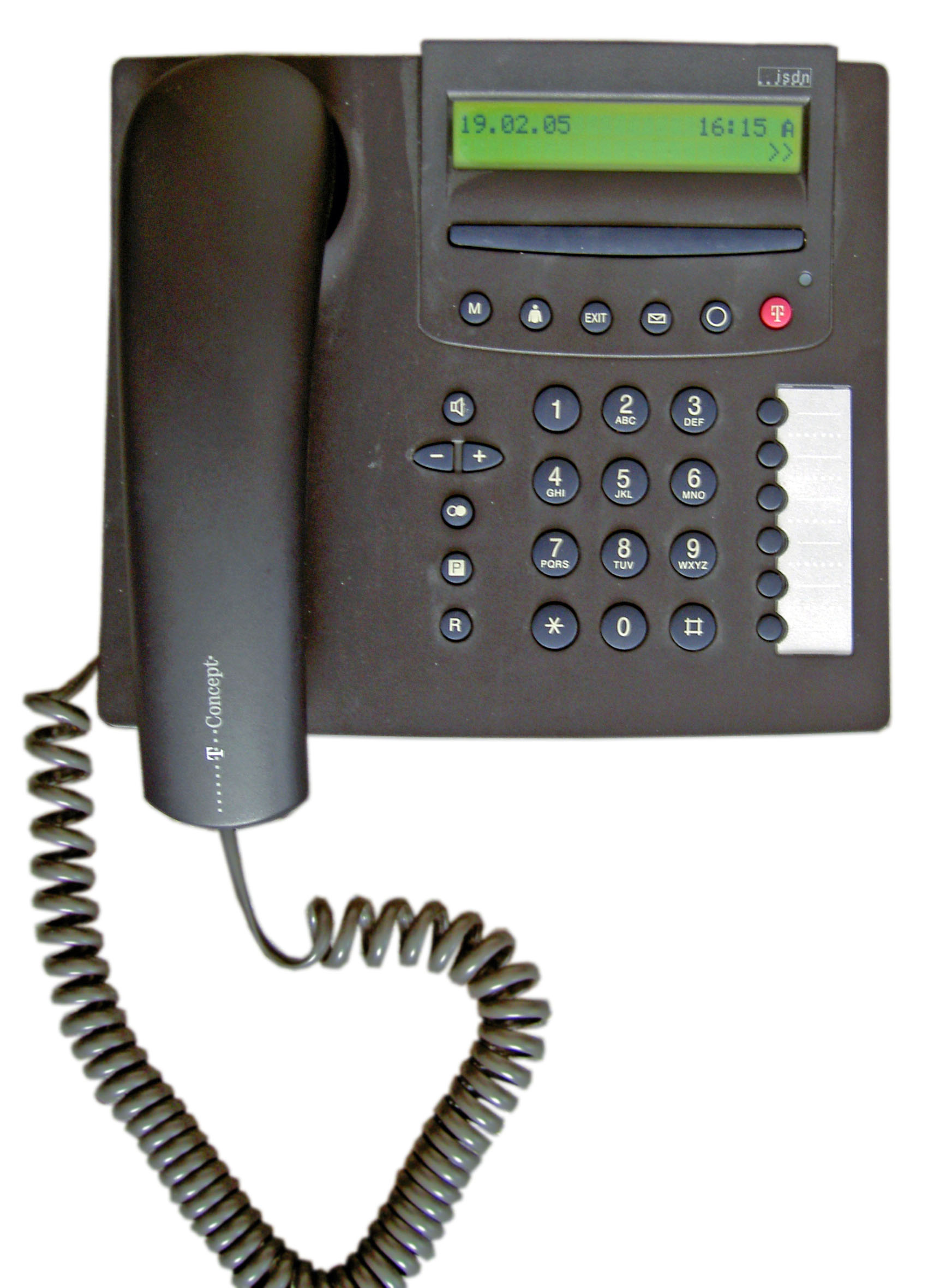
T-Concept: telefone RDSI

Provavelmente o histórico das tecnologias em convergência inicia-se com o desenvolvimento da rede telefónica tradicional, comutada por circuitos, que serviu de base para a prestação dos primeiros serviços de maneira convergente. Na década de 1980, as redes de telefonia deixaram de exercer exclusivamente sua função tradicional de transmissão por sinais analógicos de voz para incorporar também a possibilidade de transmissão de dados digitais, através da tecnologia RDSI que começou a ser implantada na Europa.
Nesta época, as expressões "convergência tecnológica" ou "convergência digital" (já que as aplicações analógicas têm vindo a ser, progressivamente, substituídas por soluções digitais, que apresentam vantagens como melhor regeneração do sinal) não eram difundidas, embora já começasse a surgir a preocupação com um dos fatores impulsionadores da convergência que é a possibilidade de diversificar o uso de um mesmo canal de comunicação, optimizando este uso para atender a diversas necessidades do utilizador. O amadurecimento dessa tendência não foi súbito e arrastou-se ao longo de pelo menos duas décadas. Havia restrições tecnológicas significativas, já que ainda predominavam os enlaces analógicos em banda base e a fibra óptica ainda tinha custo elevado para instalação e operação.
Na década de 1990, acompanhando o avanço das redes de telecomunicações, tornou-se mais comum falar em convergência tecnológica. A popularização da Internet foi um passo fundamental para que o conceito se difundisse, principalmente fora dos meios corporativos. Na verdade os primeiros "internautas" não dispunham de recursos adequados para obter a qualidade esperada em serviços convergentes, pois a maioria dependia de conexões discadas por enlaces analógicos sobre par de cobre. O usuário doméstico comum só começou a beneficiar-se da convergência com a adoção em massa de conexões xDSL, que pela primeira vez forneceram, a um custo acessível, capacidade de transmissão suficiente para utilização de serviços tais como VoIP.
Com a consolidação da Internet como a mais importante rede de informações do mundo globalizado, também se estabeleceram os padrões tecnológicos que ela emprega, tais como o protocolo IP e a comutação de pacotes. Esses elementos, aliados ao barateamento e aprimoramento dos meios de transmissão em banda larga, crescente demanda por serviços multimeios, criação de novos protocolos como o SIP e de mecanismos como MPLS, estão a dar forma à arquitetura de redes convergentes que se chama Next Generation Networking.

## Tipos de convergência
Há três tipos principais de convergência, que serão detalhados a seguir:

## Convergência tecnológica
O ponto de partida para o fenômeno da convergência tecnológica é, evidentemente, a viabilidade de desenvolvimento e comercialização em grande escala de soluções de tecnologia convergentes, sejam redes, serviços ou terminais.

### Convergência de redes
É a unificação entre duas ou mais redes de comunicação distintas numa única rede capaz de prover os serviços antes prestados pelas diversas redes.
Um dos primeiros exemplos é a convergência entre redes de voz e dados, inicialmente através de tecnologia RDSI e, mais recentemente, pela tecnologia xDSL. Outro exemplo de convergência a ser considerado seria entre voz e fax, ainda anterior, que começou a ser empregue em escala comercial na década de 1970. Todavia, é questionável se se trata de verdadeira convergência, já que o fax, como o conhecemos hoje, sempre se utilizou da rede de telefonia, ao contrário das redes de dados que tiveram uma origem independente.
Ultimamente, aos serviços de voz e dados tem incluído serviços de vídeo e/ou multimédia. Muitos desses serviços não existiam antes de se começar a falar em convergência de redes, por isso pode-se dizer que já "nasceram convergentes", como IPTV (que, a despeito do nome, é diferente de simplesmente enviar a transmissão da televisão analógica tradicional por protocolo IP). A oferta combinada de serviços de voz, Internet banda larga e televisão recebe o nome de Triple play, embora esse termo tenha origem no marketing e seja um modelo de negócios para comercialização dos produtos e não uma solução ou padronização tecnológica.

#### Convergência fixo-móvel
Nos anos 1990 começou a falar-se na convergência entre telefonia fixa e móvel, mas sem resultados práticos. Uma década depois o assunto ressurge, ainda sem uma definição clara do que seria tal convergência, embora se possa dizer, em linhas gerais, que "tem como objetivo disponibilizar serviços convergentes pelos ambientes fixo, móvel e Internet".
Actualmente, as operadoras de telefonia enfrentam desafios para desenvolver estratégias para convergência fixo-móvel. As tecnologias que recebem mais atenção (Unlicensed Mobile Access, IP Multimedia Subsystem) são centradas na própria rede e estão em estágio imaturo, despendendo esforços que divergem da real necessidade da prestação efetiva de serviços para competir com outros provedores como Skype. Ainda falta demanda de mercado consistente, tanto de consumidores quanto empresas.
O Yankee Group publicou um estudo que identifica quatro estágios sucessivos na convergência fixo-móvel:
1. Convergência por pacotes (packaging convergence): Forma mais básica de convergência que consiste simplesmente na oferta comercial de telefonia fixa e móvel num único pacote de serviços. Não há integração entre tecnologias, mas unificação do atendimento ao consumidor e cobrança de faturas.
2. Convergência de recursos (feature-based convergence): Integração de recursos que, anteriormente, existiam apenas para telefones fixos ou móveis. Pode-se citar funcionalidades de transferência automática de chamadas direcionadas para um telefone fixo (como na residência do cliente) para seu celular ou vice-versa, bem como caixa de mensagens de voz integrada.
3. Convergência de produto (product convergence): Convergência resultante da redundância entre produtos fixo e móvel, fazendo com que efetivamente se tornem um só. É um amadurecimento da convergência de recursos, pois à medida que começam a ser oferecidos em um produto recursos que só eram disponíveis no outro (por exemplo, suporte a E911 em telefones móveis e melhoria do sinal dentro das residências), a telefonia fixa tende a cair em desuso.
4. Convergência total (seamless convergence): Quando a experiência do usuário ocorre de maneira transparente, coesa, contínua. Pode-se mudar de localização ou terminal sem sobressaltos, mantendo acesso às mesmas informações e serviços. A mesma agenda de contatos telefônicos, perfis e configurações ou arquivos multimídia estariam sempre disponíveis e sincronizados seja no telefone móvel, PDA ou computador desktop (PC).

### Convergência de serviços
É a disponibilização de um mesmo serviço através de diferentes meios de comunicação.
Essa modalidade de prestação de serviços tem sido utilizada por diversos segmentos, entre eles o segmento bancário, traduzindo o uso do dinheiro virtual. Há cada vez mais opções para servir o cliente com simples operações, que originalmente só podiam ser realizada através do caixa humano ou pelo caixa eletrônico, já está disponível através da Internet, telefone fixo ou dispositivo móvel.
O pacote de serviços que inclui os três serviços do Triple play mais telefonia móvel recebeu o nome de Quadruple play, também sem representar qualquer inovação do ponto de vista tecnológico.

### Convergência de terminais

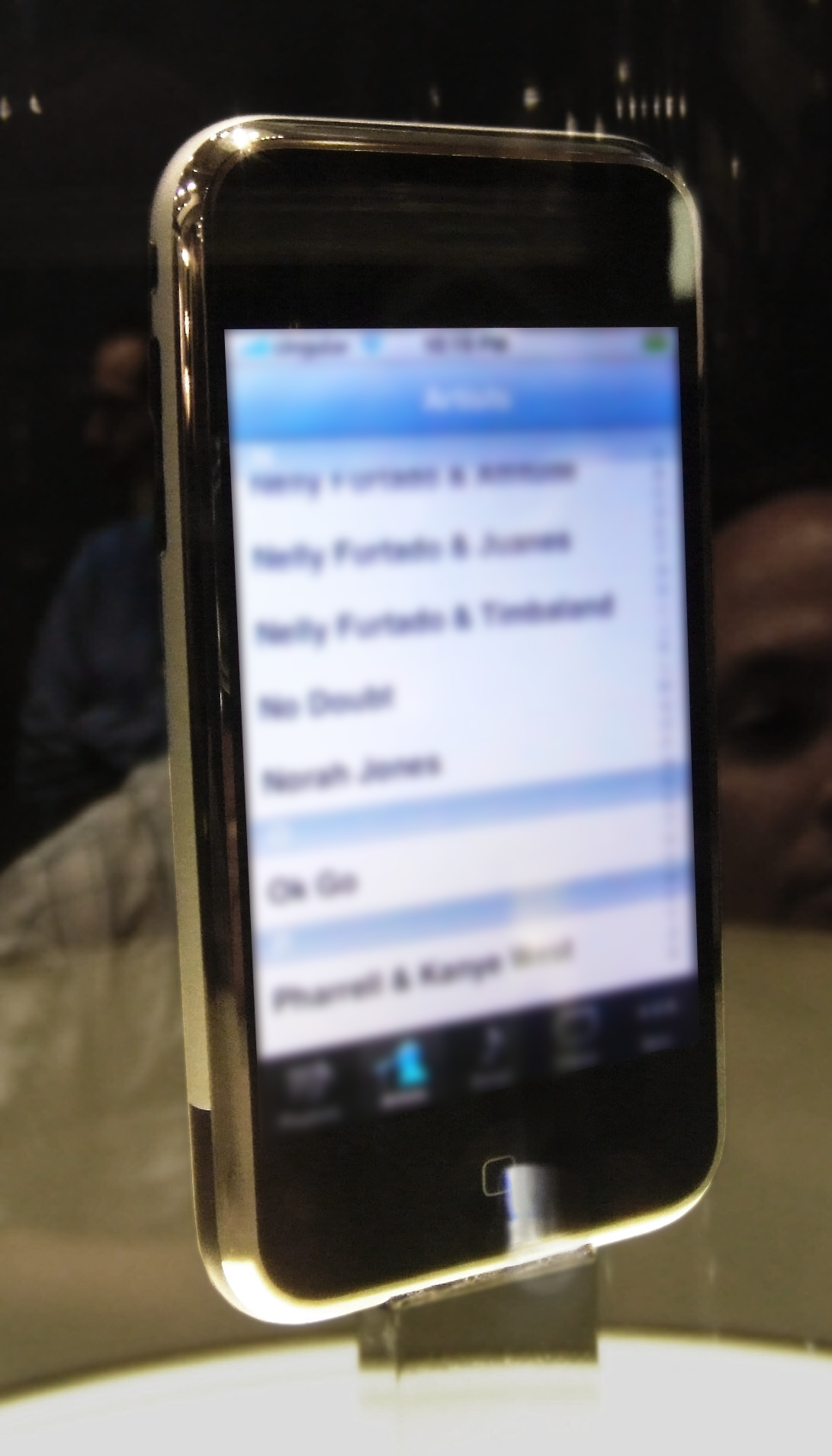
iPhone: terminal convergente

É a utilização de um único terminal para acesso a múltiplas redes e serviços diversos.
O iPhone, anunciado em 9 de janeiro de 2007, é um smartphone da Apple Inc. apresentado como um "telefone revolucionário", tanto que na mesma data do anúncio a empresa alterou sua razão social de "Apple Computer, Inc." para simplesmente "Apple Inc.". O objetivo das pesquisas que resultaram no iPhone foi a experimentação de telas sensíveis ao toque que, assim como o design e a facilidade de uso, é considerado um dos pontos fortes do aparelho.
Por outro lado, além da comunicação por voz que se espera de qualquer telefone, o iPhone integra recursos multimédia, ligação à Internet por tecnologia EDGE com acesso à web e e-mails, e ligação local por Wi-Fi e Bluetooth. Tais recursos conferem ao aparelho características de um terminal convergente.
Outros aparelhos ditos convergentes incluem:
- UTStarcom GF200 - telefone fixo-móvel, capaz de fazer chamadas por Wi-Fi e Bluetooth e funcionando como celular convencional onde não houver um ponto de acesso.
- HTC P3300 - oferece lozalização por GPS e conectividade GSM/GPRS, Wi-Fi e Bluetooth, além de outros recursos triviais nos aparelhos de hoje como recepção de sinal de rádio FM.

## Convergência regulatória
O surgimento de serviços convergentes cria um ponto de contato entre dois mercados: o da telefonia, tradicionalmente regulamentado, e o mercado de serviços de dados, sujeito a pouca ou nenhuma regulamentação sobre a prestação dos serviços.
De entre os desafios a serem enfrentados pelos órgãos reguladores, inclui-se a manutenção de princípios como a defesa da justa competição no setor de telecomunicações e radiodifusão sejam garantidos. Por exemplo, através de ligações VoIP é possível enquadrar-se na lacuna não regulamentada dos serviços de transmissão de dados para evitar acordos internacionais e prover chamadas de voz mais baratas.
Os países ao redor do mundo estão em diferentes estágios com relação à regulamentação, devido a inúmeros fatores como as diferenças de preço e popularização de acesso em banda larga. A tendência mundial de liberalização da telefonia (com o fim dos monopólios) tornou necessária a regulação externa do mercado, principalmente nas áreas de interconexão, acesso/serviço universal e gerenciamento de recursos limitados. Agora, as novas tecnologias fornecem novos serviços e modelos de prestação não previstos pela regulação existente e afetam a estrutura do mercado, com a mudança nos padrões de oferta e demanda.
Pode-se identificar uma provável tendência nos novos modelos de regulamentação: ela deve focar-se em mercados, mais que em tecnologia. A regulação futura deve ser menos específica sobre os serviços abrangidos e concentrar-se mais em permitir a competição no nível de redes e serviços. Isso deve-se ao fato de que torna-se cada vez mais mais difícil ver os serviços de maneira isolada, cada um com características tecnológicas bem definidas. Desse modo, especificidades de tecnologia tornam-se menos passíveis de regulação pontual e a atenção dos órgãos reguladores tende voltar-se para as relações comerciais entre as empresas prestadoras de tais serviços.

### Regulamentação na União Europeia
Desde 2003 os serviços de comunicação eletrônica na União Européia estão sujeitos à NRF - New Regulatory Framework (Nova Estrutura Regulatória). Dentro dessa estrutura estão enquadrados serviços como VoIP e as condições de autorização visam assegurar:
- Não-interferência com outras redes;
- Proteção ao consumidor;
- Prevenir e combater comportamento anticompetitivo.

Entretanto, alguns serviços não se enquadram na NRF, como serviços que não visam remuneração (isto é, gratuitos). Além disso, ainda falta clareza em algumas questões, como sobre o critério para determinar se ou quando telefonia VoIP é um serviço público de telefonia (ou seja, equivalente a PSTN) e, portanto, deve oferecer acesso a serviços de emergência segundo a legislação europeia.
Enquanto a exigência acima é um impasse que, em grande parte, depende de discussão conceitual, outras dificuldades da NRF têm caráter claramente técnico. Por exemplo, redes de telefonia tradicionais devem garantir a disponibilidade dos serviços em caso de força maior, como em situações de desastre em que a comunicação torna-se uma questão de segurança pública. Esta é uma exigência difícil de cumprir em redes IP atuais, que estão sujeitas a diversos tipos de interrupção.
As questões gerais que foram identificadas incluem:
- se serviços VoIP em redes fixas são ou não providos "em uma localização fixa";
- tratamento de serviços grátis;
- tratamento de serviços de uso interno/exclusivo;
- designação de instalações associadas;
- esclarecimento sobre controle de acesso para os usuários finais;
- impacto sobre a escuta telefônica com autorização judicial;
- interconexão com a PSTN;
- interconexão com redes de outros provedores de serviços VoIP;
- possibilidade de barreiras comerciais levantadas por operadores de acesso;
- questões de segurança;
- efeitos sobre o financiamento das obrigações de universalização;
- mudanças na política de regulação de preços.

### Regulamentação no Brasil
O setor, desde 1967 de competência do Ministério das Comunicações, é regulamentado no Brasil por alguns dispositivos legais dos quais destacam-se:
- Código Brasileiro de Telecomunicações (Lei nº 4.117/62), modificado pelo Decreto-Lei nº 236/98, o qual criou o Sistema Nacional de Telecomunicações e instituiu o Conselho Nacional de Telecomunicações.
- Lei Geral de Telecomunicações, ou LGT (Lei nº 9.472/97), que criou a Agência Nacional de Telecomunicações - Anatel.

Um dos marcos na legislação brasileira foi a aprovação da Emenda Constitucional nº 8, em agosto de 1995, que quebrou o monopólio da Telebrás e permitiu a abertura do setor para a iniciativa privada e capital estrangeiro. Essa nova realidade legal no Brasil justificou a criação de uma agência reguladora, o que foi concretizado dois anos mais tarde através da LGT.
Segundo a LGT, não constituem serviços de telecomunicações o provimento de capacidade de satélite, a atividade de habilitação ou cadastro de usuários e de equipamentos para acesso a serviços de telecomunicações e os serviços de valor adicionado. Embora Serviços de Comunicação de Massa (SCMa) sejam tratados pela LGT, a TV por Assinatura (exceto se for MMDS) é objecto da Lei nº 8.977/95, também conhecida como "Lei do Cabo".
Ainda que a legislação atual trate de várias das tecnologias convergentes, não existe uma harmonização entre as leis que trate dessas tecnologias explicitamente sob o ponto de vista da convergência, como realizado pela NRF europeia.  Voz sobre IP, por exemplo, é tratado como Serviço de Comunicação Multimídia (SCM), contudo sem explorar a intersecção entre VoIP e o Serviço Telefônico Fixo Comutado (STFC). De fato, na legislação brasileira ainda aborda a questão de maneira segmentada, sem mecanismos que abordem a realidade mercadológica caracterizada pela convergência corporativa.
As questões relacionadas com a adoção de novas tecnologias e outorga de permissões para exploração comercial dos serviços estão sendo estudados pela Anatel. Discute-se pontos como:
- concessão de uso do espectro;
- harmonização entre a numeração clássica e a da Internet;
- implantação de redes 3G;
- neutralidade da lei frente à tecnologia utilizada (deve-se regular são serviços e não tecnologias ou plataformas);
- princípio da competição, principalmente no tocante ao acesso local ao usuário;
- alterações no Regulamento Geral de Interconexão (Resolução nº 410/05).

Para estimular a competição, a Anatel também estuda a "separação estrutural" entre rede de infra-estrutura e venda de serviços aos usuários finais adotada na Inglaterra. Sob este modelo, a British Telecom foi separada em duas unidades: uma com a infra-estrutura (com obrigação de prestar seviço às operadoras) e outra, com o mesmo perfil acionário, para serviços. No caso brasileiro, cada empresa separaria sua unidade de infra-estrutura, mantido o mesmo controle acionário do grupo, mas, a partir daí, com o compromisso de oferecer serviço às demais.
A maior parte desses estudos, entretanto, ainda está longe de ter seus resultados implantados. Atualmente, aguarda-se os leilões de freqüências WiMAX e 3G, atrasado devido à fiscalização do Tribunal de Contas da União.

## Convergência corporativa
Em muitos países, os antigos monopólios de telecomunicações tem cedido lugar a oligopólios, que ganham força à medida que a convergência tecnológica permite que empresas atuem em setores de mercado antes separados. Frisa-se, no entanto, que a convergência de indústrias é estimulada pela convergência de tecnologias, mas a convergência de tecnologias não é causa primária da convergência de indústrias: a convergência corporativa tem sido observada há mais tempo e ocorre nos mais diversos segmentos, relativamente alheios a tais tecnologias.
A convergência corporativa pode ocorrer de três maneiras:
1. pela simples expansão do escopo de atuação da empresa, desenvolvendo sua própria tecnologia para atuar em um novo segmento de mercado;
2. através de parcerias (joint ventures), em que duas ou mais empresas se unem para oferecer conjuntamente um pacote de produtos ou serviços, ou unificam suas linhas de produto em uma só;
3. pela fusão ou aquisição de outras empresas, absorvendo assim seu capital intelectual, abrangendo sua marca,  tecnologia, linhas de produtos e por conseqüência, sua participação no mercado.

Destes itens, verifica-se que é possível que diferentes empresas (e seus produtos) atuem num único mercado, uma única empresa atue em vários mercados ou que empresas se unam para explorar conjuntamente um ou mais mercados. Considerado do ponto de vista econômico, a convergência corporativa pode levar a concentração da propriedade. Essa concentração, que está relacionada mas não depende da convergência tecnológica propriamente dita, pode acontecer em pelo menos três direções básicas:
1. Concentração horizontal: Dentro de uma mesma área do setor, por exemplo, com 70% ou mais de participação nacional na venda de um determinado produto ou serviço.
2. Concentração vertical: Integração das diferentes etapas da cadeia de produção e distribuição.
3. Propriedade cruzada: Propriedade, pelo mesmo grupo, de diferentes media do setor de comunicações, como TV, rádio, revistas, jornais, telefonia, provedores de Internet, etc.

### Exemplos
Apresenta-se alguns exemplos de convergência corporativa relacionada a tecnologia:

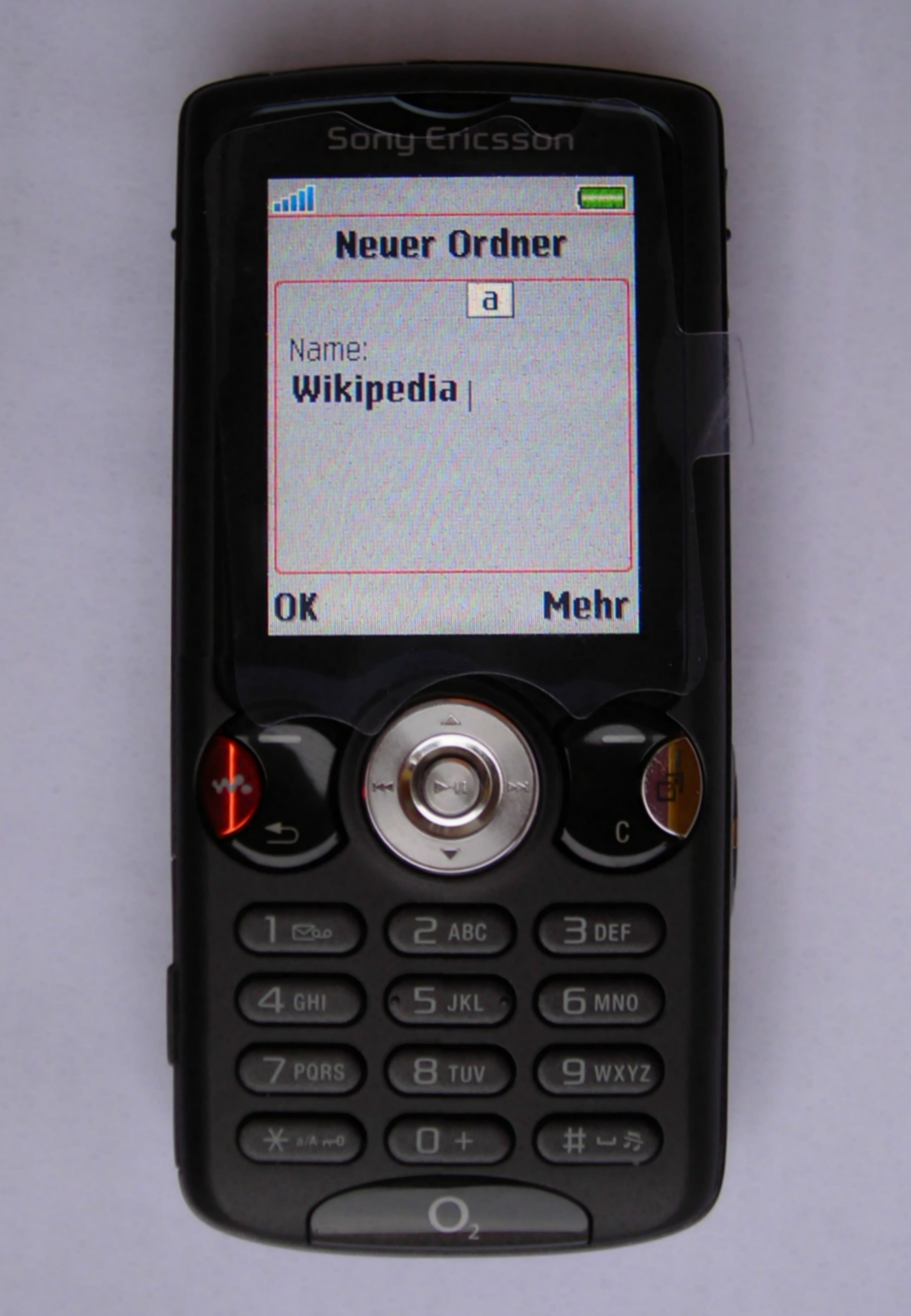
Sony Ericsson W810i: "Walkman"

- A Sony Ericsson Mobile Communications foi estabelecida como joint venture entre a Sony Corporation (produtora de equipamentos eletrônicos) e a Ericsson (produtora de tecnologia de telecomunicações). Através da parceria foram lançados aparelhos que combinam telefonia 3G, câmera digital e música digital, muitos dos quais são telefones batizados com a marca Walkman® da Sony.
- A Nokia Siemens Networks, formada a partir das grandes empresas de telecomunicações Nokia e Siemens, foi criada para atuar na pesquisa e desenvolvimento de tecnologias convergentes. A visão desta aliança é chamada "My Services Anywhere"[15] (Meus Serviços em Qualquer Lugar).
- O caminho seguido pela AT&T Mobility é menos simples. Inicialmente foi chamada de Cingular Wireless e formada pela Southwestern Bell e BellSouth, posteriormente adquiriu a AT&T e terminou por mudar de nome. Atualmente, a AT&T provê serviços de telefonia fixa, móvel e acesso à Internet, sendo que a AT&T Mobility adquiriu direitos de comercialização exclusiva do iPhone durante 5 anos.[16]

## Vantagens e desvantagens
À convergência tecnológica, característica da economia digital, associam-se vantagens, nomeadamente, de permitir a interoperabilidade de sistemas, a possibilidade de novos dispositivos facilitadores da mobilidade e interactividade e a obtenção de serviços integrados, que disponibilizam mais informação e serviços. No entanto, também surgem questões que se prendem com as consequências políticas, culturais e sociais que daí advirão.

## Previsões
Segundo Greg Johnson (2006), os próximos desenvolvimentos no que respeita à convergência tecnológica deverão incluir a evolução do vídeo pela Web, o marketing móvel, a web 2.0, a integração do entretenimento nos conteúdos, o software social que determinará a comunicação colaborativa e o uso de voz, o confronto entre o mundo físico e o digital, processo este que permitirá grande mobilidade de dados, aceleração digital, busca e pagamentos móveis e, finalmente novas redes multimédia digital através da fase de maturação dos vídeos.
Nicholas Negroponte (2006 professor do MIT)é um visionário da tecnologia do futuro, antecipando cada vez maior interactividade entre o mundo digital, o qual irá sendo progressivamente mais personalizado através da interacção entre bits de vídeo e de áudio, o que permitirá moldar mais facilmente as interfaces aos interesses de cada utente. N.Negroponte (2005) é um dos fundadores da iniciativa "One Laptop per Child" que fez surgir o primeiro protótipo do laptop a 100 dólares. Esta tecnologia é baseada em software livre, a máquina não possui disco rígido, conta com um processador de 500 MHz, memória RAM de 128 MB, quatro portas USB e memória Flash de 500 MB.
A tecnologia ao serviço da informação é hoje uma realidade física, objectiva que cada um de nós experiencia todos os dias e cuja evolução está ainda longe de se esgotar. Há visionários, como Frank J. Tipler(2007), que preconizam ainda para este século, evoluções tecnológicas como a inteligência artificial ou o download humano recorrendo à nanotecnologia e aos computadores quânticos. Para Tipler, o computador quântico será igualmente um nanocomputador, tornando assim prática a nanotecnologia. A nanotecnologia baseia-se na escala atómica - máquinas construídas por dezenas ou centenas de átomos em lugar dos muitos biliões que constituem actualmente as mais pequenas máquinas....Para este autor o download humano é um sonho dos teóricos, realizável através do desenvolvimento dos computadores quânticos. Existe  hardware disponível, só falta o software. De acordo com estas previsões, tornam-se acessíveis os campos da imaterialidade e até mesmo da imortalidade, já que o download humano passaria a ser uma espécie de cópia de segurança do ser humano original.